# Henrik Hertig
Henrik Hertig Jørgensen, kendt som Henrik Hertig (født 6. februar 1915 i Næstved, død 9. november 2007 i Maribo) var en dansk filolog, underviser og gymnasierektor. Han var rektor på Maribo Gymnasium i 24 år fra 1960 til 1984. Han har blandt andet udgivet flere lærebøger og redigeret forskellige kulturhistoriske værker, ligesom han har været en aktiv kunsthistorisk formidler, blandt andet som 20-årig formand for Lolland-Falsters Kunstmuseum (i dag Fuglsang Kunstmuseum). 

## Karriere
Henrik Hertig blev student fra Herlufsholm i 1933 og cand.mag. i tysk, latin og græsk kultur i 1941. Han underviste derefter ved Gentofte Statsskole og efterfølgende på Sct. Knuds Gymnasium i Odense, indtil han blev rektor på Maribo Gymnasium i 1960. Han var rektor i Maribo de næste knap 25 år fra 1960 til 1984. Han underviste sideløbende i sine fag tysk, latin og oldtidskundskab. Efter sin afgang som rektor fik han i skolens årsskrift 1984 skudsmålet, skrevet af lektor Birthe Holst: Mange elever har han i kritiske situationer ydet en virkelig god håndsrækning, men andre har vel også fundet ham mindre fremkommelig. Som elever, så lærere. Men dertil skal siges, at han altid med stor forståelse har vist både vilje og mod til at hjælpe den lærer, der på en eller anden måde var i vanskeligheder." Efter sin pensionering som rektor fortsatte han som vikar i latin på skolen.

## Bogudgivelser og kunsthistorisk virke
Hertig har udgivet flere lærebøger, været medarbejder ved Hagerups Konversationsleksikon og redigeret bogserien Fra Antikkens Verden. Han udgav i 1944 en udgave af Friedrich Schillers skuespil om Wilhelm Tell på forlaget Reitzel og i 1954 sammen med E. Kryger Kristensen antologien Deutsche Poesie på Gyldendals forlag. Han har desuden skrevet bogen Antikkens mytologi og oversat Rainer Maria Rilkes Breve til en ung digter og to eventyr fra tysk til dansk. Hertig har også udgivet og oversat flere bind af Resens atlas.
Hertig har været i bestyrelsen for Lolland-Falsters Stiftsmuseum, Stiftsbiblioteket i Maribo, Foreningen af danske Kunstmuseer i Provinsen og Storstrøms Amts Museumsråd. Han var  i 20 år formand for Lolland-Falsters Kunstmuseum (i dag Fuglsang Kunstmuseum). Han var en flittig bidragyder til en række årbøger. I 1975 skrev han en 32-siders afhandling med titlen Skejten i kunsten om det sydøstlollandske naturområde Skejten og den betydning, det har haft for kunstnere gennem tiden. For Lolland-Falsters Historiske Samfund har han blandt andet skrevet artikler om den lollandske landskabsmaler Claus Anton Kølle og Sakskøbing-kunstneren Hans O. Andersen.

## Hæder
Hertig fik i 1988 Storstrøms Amts Kunstpris som den første modtager af denne pris nogensinde. Han er optaget i Kraks Blå Bog.
Hertig var en ivrig rotarianer og modtog den internationale Rotary-orden "Paul Harris Fellow".

## Privatliv
Hertig blev i 1945 gift med Marie Elisabeth Andrup.